# 송연경
송연경(1978년 ~)은 대한민국의 가수이다.

## 학력
- 수원여자대학교 실용음악학과

## 음반
- 2007년 깜찍이쏭
- 2010년 그대 다시
- 2011년 산책
- 2013년 콕콕콕
- 2014년 비타민
- 2015년 뻥쟁이
- 2015년 콕콕콕 (New)

## 수상
- 2002년 MBC 대학가요제 본선 입상
- 2006년 제1회 한국방송광고공사 주최 공익광고음악컨테스트 작·편곡 금상
- 2006년 제3회 인천광역시장 주최 아름다운 인천 주제가 컨테스트 금상
- 2008년 KBS 한국가요제 본선 입상
- 2016년 티브로드 ‘도전 득템’ 만년신인상 수상